# Champagne Salon
Pour les articles homonymes, voir Salon.
Le Champagne Salon est une maison de Champagne française créée en 1920 par Eugène-Aimé Salon et dont le siège se situe au Mesnil-sur-Oger dans la Marne. Précédemment aux mains du groupe Pernod-Ricard, la maison appartient depuis 1988 au groupe Laurent-Perrier. La société exploitante porte le nom d'A.S.
La maison est dirigée par Didier Depond, tout comme la maison Champagne Delamotte, sa maison-sœur et voisine au Mesnil-sur-Oger.

## Présentation
Le champagne Salon est l'un des premiers champagnes Blanc de blancs, élaboré avec un raisin issu des meilleures parcelles plantées en chardonnay. Salon est un champagne sans assemblage, 100 % chardonnay. La maison ne produit qu'un seul champagne, la « cuvée S »[réf. souhaitée], qui provient d'une parcelle d'un hectare, le « Jardin de Salon » et de 19 autres parcelles du Mesnil-sur-Oger,.
Seules les années exceptionnelles seront millésimées (en moyenne une année sur trois depuis 1920), et la maison conserve en permanence dans ses caves entre dix et douze millésimes différents. En 1990, les vins sont gardés en cave en moyenne dix ans (quatorze ans de vieillissement ensuite), mais le millésime n'est produit que si la qualité est jugée parfaite.
Salon refuse l’utilisation de fûts en bois et l’ajout de levures pour préserver l’arôme du chardonnay. Le champagne est commercialisé à parfaite maturité, les bouteilles n’étant dégorgées qu'une fois commandées pour garder au vin tous ses arômes.
La marque Salon reste un champagne confidentiel, avec une production annuelle de 60 000 à 80 000 bouteilles par millésime,,. Du fait de cette production très restreinte, le maximum qui puisse être délivré à un client privé n'est que quelques dizaines de bouteilles par cuvée.
Selon la maison de champagne, 95 % de la production part à l’export, le Japon étant le premier marché. Le champagne est d'ailleurs servi à bord de la First Class de la compagnie nippone Japan Airlines. Toujours selon elle, Salon est à la carte de nombreux restaurants parisiens 2 et 3 étoiles, avec au total plusieurs dizaines de tables en France.

## Historique

### Création
Originaire d’un petit bourg de la Marne (Pocancy), Aimé Salon était un marchand reconnu dans sa spécialité : le commerce des cuirs, peaux et fourrures. Parti de rien, fils d’un maître charron et d’une cafetière, il s’était fait tout seul. 
Dans la force de l’âge, installé à Paris dans l’un des quartiers chics près des Champs-Elysées, très porté - semble-t-il - sur les mondanités, un champagne à son nom pour carte de visite, il fréquenta beaucoup les cercles très huppés de la Ville Lumière.
En 1941, souffrant depuis plusieurs années, n’ayant ni femme ni enfant, il décédait dans sa retraite d’Arcachon.
Son projet de faire commerce des vins de Champagne prend forme en 1912 au cours d’un voyage à New-York ; lorsque son hôte et partenaire en affaires lui assure des opportunités commerciales auprès de sa clientèle américaine. De retour en France, avec l’aide de son beau-frère, ancien caviste au Clos du Mesnil, Aimé Salon procède à ses premiers achats de vins, dont principalement quelques lots de l’excellent millésime 1911 encore en fûts. Deux ans plus tard, en 1914, ses premières bouteilles sont enfin prêtes à être commercialisées lorsque la guerre éclate.
Le beau-frère d'Aimé Salon, chef de caves, lui conseille d'acheter des parcelles. Il investit alors dans le terroir de la Côte des Blancs dans le cru du Mesnil-sur-Oger, au sud d'Épernay, sélectionnées par Aimé Salon. Il y fera un champagne sans assemblage, premier blanc de blancs issu du seul raisin chardonnay (monocépage), sur les mêmes parcelles (monocru).
Ce champagne était, à l'origine, destiné uniquement à la consommation personnelle de son propriétaire et à celle de ses amis, Eugène-Aimé Salon considérant la production de l'époque comme de mauvaise qualité[réf. souhaitée]. Le premier millésime connu date de 1905.
En 1920, il est décidé de commercialiser le champagne Salon pour élargir le cercle de la clientèle. En 1928, Salon est inscrit sur la carte du célèbre restaurant parisien, Maxim's,.
Lorsqu'Aimé Salon meurt en juin 1941, la maison Salon passe dans les mains de sa sœur Léa. En 1963, au décès de Léa Salon, la maison est vendue à la CDC (Compagnie Dubonnet-Cinzano-Byrrh) où elle est adossée à la maison Besserat de Bellefon. Vers 1976, la CDC est absorbée par le nouveau tandem constitué par Pernod et Ricard avant d'être rachetée en 1988 par le groupe Laurent-Perrier,.
Comme sa maison-sœur Champagne Delamotte, la vinification est assurée par Michel Fauconnet, chef de caves et directeur de la production du groupe Laurent-Perrier depuis 2004, qui a succédé à Alain Terrier en 2004.

### Dirigeant
Didier Depond naît à Tours en 1964, dans une famille de viticulteurs de la Vallée de la Loire. Il entre chez Laurent-Perrier en 1986 après des études de commerce. Il y rencontre Bernard de Nonancourt, alors propriétaire de Champagne Delamotte. Il assure alors pendant quatre ans les ventes de Laurent-Perrier en région parisienne[réf. nécessaire].
Il est ensuite nommé responsable de Laurent-Perrier Diffusion et, en 1994, responsable du marketing opérationnel pour l'ensemble des champagnes, vins et spiritueux distribués par le groupe[réf. nécessaire]. Il est nommé Président de Champagne Salon et Champagne Delamotte en novembre 1997.

## Millésimes récents

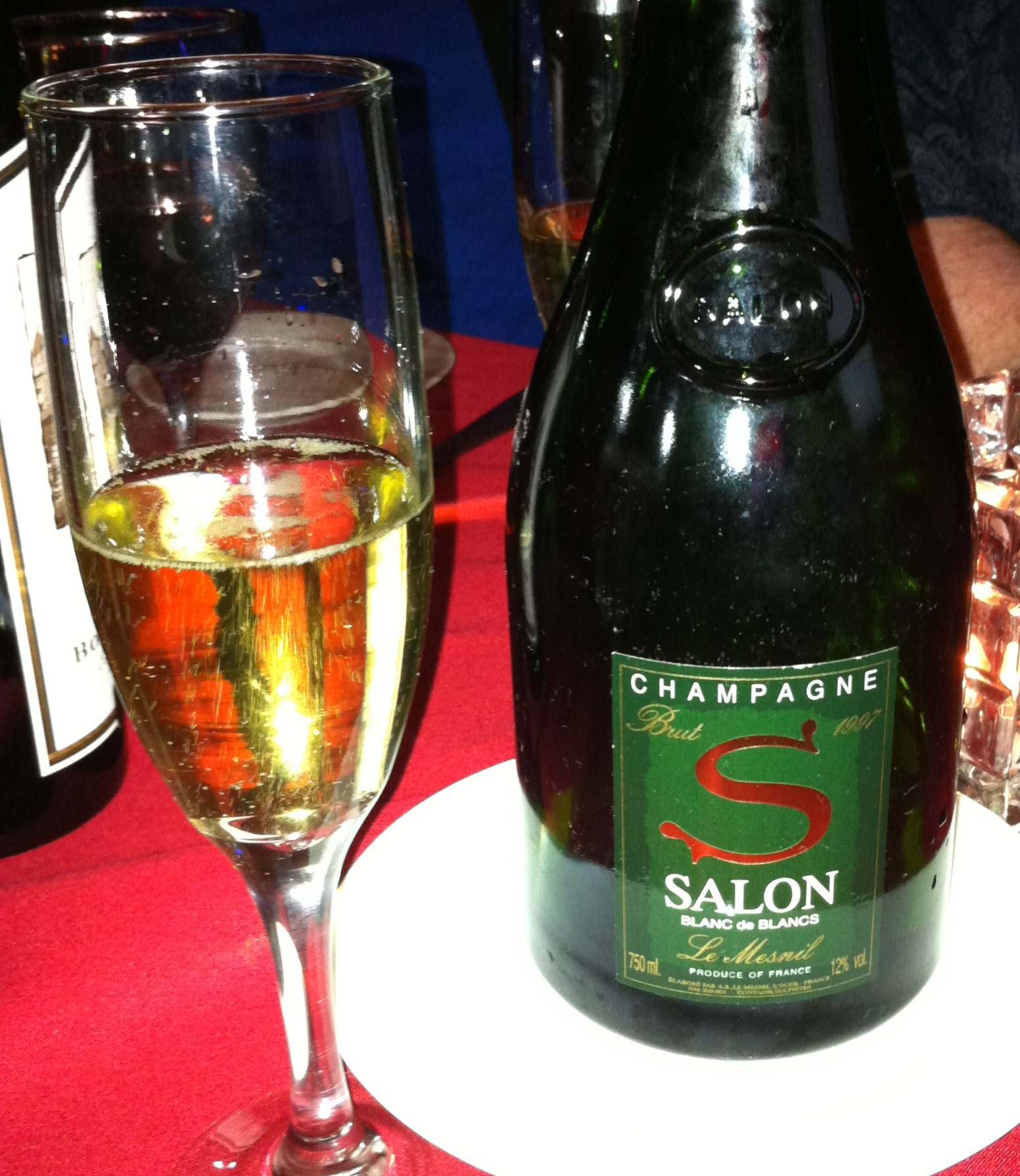
La « cuvée S » de Salon.

Les 37 millésimes produits au XXe siècle sont les suivants : 1905, 1909, 1911, 1914, 1921, 1925, 1928, 1934, 1937, 1942, 1943, 1946, 1947, 1948, 1949, 1951, 1953, 1955, 1956, 1959, 1961, 1964, 1966, 1969, 1971, 1973, 1976, 1979, 1982, 1983, 1985, 1988, 1990, 1995, 1996, 1997 et 1999.
Le 37e et dernier millésime du XXe siècle est le millésime 1999. Les stocks « sur lattes » équivalent à douze années de production de l'unique « cuvée S » millésimée[réf. nécessaire].
Le premier millésime produit au XXIe siècle est le millésime 2002, suivi de 2004, 2006, 2007, 2008 (magnum uniquement) et 2012.

## Accueil
Le champagne Salon est toujours très bien noté par la critique[réf. nécessaire]. Le millésime 1996 a reçu par exemple la note de 19,5/20 dans l'édition 2008 du guide Gault et Millau des vins, le millésime 1997 la note de 18,5/20 dans l'édition 2011, le millésime 1999 la note de 19/20 dans l'édition 2014 et le millésime 2002 la note de 19/20 dans l'édition 2016. Ces notes ne sont égalées ou dépassées que par les meilleures cuvées des autres très grandes maisons, à savoir Bollinger, Krug, Dom Pérignon, Gosset et Rœderer[réf. nécessaire]. Ce classement du Champagne Salon dans les plus grands champagnes fait consensus auprès des critiques[réf. nécessaire].
Le premier millésime du XXIe siècle, année 2002, obtient la note de 19/20 dans le « Palmarès des 119 grands champagnes Blanc de blancs » de la Revue du Vin de France de décembre 2014-janvier 2015[réf. nécessaire].
Dans son ouvrage, L’Impossible Collection des Vins, Les 100 Crus les plus exceptionnels du XXe siècle, le sommelier italien Enrico Bernardo, élu « Meilleur sommelier du monde 2004 », décrit le millésime 1966 comme faisant partie « des plus grands champagnes jamais goutés », selon lui « un champagne tout en équilibre […], délicat et subtil – signe de perfection absolue. ».
Selon Xavier Thuizat, chef sommelier à l’Hôtel de Crillon, « Salon est l’interprétation de la Champagne dans son expression la plus pure, la plus fine. C’est l’identité d’une grande commune, peut-être la plus grande qui existe en champagne, Le Mesnil-sur-Oger ».